# Jean Jadot (voetballer)
Jean Jadot (Vottem, 2 april 1928 - Luik, 14 november 2007) was een Belgisch voetballer die steeds bij Standard Luik gespeeld heeft.
Jean Jadot groeide op te Vottem bij Luik en begon te voetballen bij de plaatselijke club RRC Vottem. In 1948 ging hij bij Standard Luik spelen waar hij werd ingezet als aanvallende middenvelder. Hij zou er blijven spelen tot in 1960. Jadot speelde in totaal 224 wedstrijden waarin hij 81 keer scoorde.
Zijn succesrijkste seizoen was het seizoen 1954-1955 toen hij 15 maal scoorde. In 1958 werd hij met Standard Belgisch landskampioen. In het daaropvolgende seizoen 1958-1959 speelde Jadot met Standard de Europacup I waarin hij zowel tegen Hearts of Midlothian FC, tegen Sporting Lissabon als tegen Stade de Reims scoorde. Uiteindelijk werd Standard door deze laatste ploeg in de kwartfinales uitgeschakeld.
Hij speelde vijf interlands bij het Belgisch nationaal voetbalelftal en scoorde hierin tweemaal.
Jadot besloot zijn voetbalcarrière in 1963 na nog drie seizoenen gespeeld te hebben bij RES Jamboise, een club uit de lager nationale reeksen.